# Rhodinicola polydorae
Rhodinicola polydorae – gatunek widłonoga z rodziny Clausiidae. Opisali go w 2011 roku zoolodzy Tagea K.S. Björnberg i Wasilij Radaszewski.